# Zora armillata
Espèce
Synonymes
- Zora letifera Falconer, 1912

Zora armillata est une espèce d'araignées aranéomorphes de la famille des Miturgidae.

## Distribution
Cette espèce se rencontre en Europe, en Russie jusqu'en Sibérie occidentale et au Kirghizistan.

## Description
Les mâles mesurent de 3,5 à 4 mm et les femelles de 4 à 6,5 mm.

## Systématique et taxinomie
Cette espèce a été décrite par Simon en 1878.
Zora letifera a été placée en synonymie par Simon en 1932.

## Publication originale
- Simon, 1878 : Les arachnides de France. Paris, vol. 4, p. 1-334 (texte intégral).